# Киселі (Красногорський район)
Киселі́ (рос. Кисели) — присілок в Красногорському районі Удмуртії, Росія.

## Населення
Населення — 4 особи (2010; 6 в 2002).
Національний склад станом на 2002 рік:
- росіяни — 100 %